# Культура сітчастої кераміки
Культура сітчастої кераміки, Культура текстильної кераміки — археологічна культура фінальної бронзової доби кінця 2-го — початку 1-го тисячоріччя до н. е. у Верхньому й Середньому Надволжі до півночі й сходу Фенноскандії. Названа за орнаментацією посуду за допомогою текстильних відбитків або їх імітації.
Перші поселення з сітчастої («текстильної») керамікою відкриті Олександром Спіциним у 1903 році.

## Гончарство
Для посудин цієї культури характерна глекоподібна форма з округлим дном. Орнамент складається з округлих, овальних, клиноподібних втиснень, опуклин, відбитків зубчастого штампу й «текстильних» відбитків, виконаних чеканом, калаталом з пористою поверхнею, шматком тканини, або рубцевою шкірою шлунка.

## Вироби
Бронзоливарне виробництво сягає високого рівня розвитку. Робляться перші спроби металургії заліза.
Продовжують використовуватися кам'яні знаряддя: наконечники стріл, скребки, ножі.

## Господарство
Господарство набуває комплексний характер з перевагою виробних форм: скотарства й копального землеробства. Основою тваринництва було розведення великої рогатої худоби зі зростаючою роллю свиней та коней.

## Походження
Походження культури сітчастої кераміки пов'язане з трансформацією на пізній стадії свого розвитку культури ямково-гребінцевої кераміки, злиттям її носіїв з племенами волзько-окського межиріччя поздняковської культури. За Альфредом Халиковим, у генезі культури взяла участь західна група племен приказанської культури.
Племена культури сітчастої кераміки склали основу формування фіномовного населення західних районів Верхнього й Середнього Надволжя.

## Культура у Пензенській області
У області відомі поселення: Сядемка-3 (Земетчинський район), Красний Восток (Наровчатський район), Алфер'євка (Пензенський район). М. Р. Полєських досліджував поселення Красний Восток, що відноситься до раннього етапу виникнення культури.